# Iwan Kalajew
Iwan Płatonowicz Kalajew, Иван Платонович Каляев (ur. 6 czerwca 1877 w Warszawie, zm. 23 maja 1905 w Petersburgu) – rosyjski działacz partii eserowców. Dokonał udanego zamachu na wielkiego księcia Sergiusza Aleksandrowicza Romanowa.

## Życiorys
Był synem rosyjskiego inspektora policji pracującego w Warszawie i jego żony Zofii Piotrowskiej, Polki z pochodzenia. Studiował na uniwersytecie moskiewskim, a następnie petersburskim od 1897, jednak został relegowany z uczelni za udział w zamieszkach studenckich. Po krótkim aresztowaniu trafił na zesłanie do Jekaterinosławia. Jego zaangażowanie polityczne stało się przyczyną odmowy umożliwienia mu ponownej nauki na wyższej uczelni. W 1901 wstąpił do Socjaldemokratycznej Partii Robotniczej Rosji, którą jednak szybko opuścił, zniechęcony do proponowanej przez nią taktyki cierpliwej pracy propagandowej wśród robotników. Po odbyciu zesłania udał się do Lwowa, gdzie związał się z emigracyjną organizacją rewolucyjną. Miał dokonywać przemytu rewolucyjnej literatury do Rosji, jednak został zatrzymany w Berlinie z nielegalnymi publikacjami i wydany władzom rosyjskim. Po krótkim pobycie w więzieniu w Warszawie został ponownie skazany na osiedlenie administracyjne w Jarosławiu.
W Jarosławiu Kalajew został przez Borysa Sawinkowa i Aleksego Remizowa, działaczy partii eserowskiej, ostatecznie przekonany co do słuszności taktyki terroru indywidualnego. Spotkał się z Jewno Azefem, przywódcą organizacji bojowej eserowców, i zadeklarował swoją chęć do czynnego uczestnictwa w zabójstwach politycznych. Współorganizował zamach na ministra spraw wewnętrznych Wiaczesława Plehwego, po czym zgodził się zostać bezpośrednim wykonawcą zamachu na wielkiego księcia Sergiusza Aleksandrowicza Romanowa, generała gubernatora Moskwy, stryja cara Mikołaja II Romanowa. Zamach został wyznaczony na 15 lutego 1905, gdy książę miał udać się do Teatru Bolszoj. Kalajew, uzbrojony w bombę domowej produkcji, oczekiwał przed teatrem, jednak zrezygnował z dokonania zamachu, gdy ujrzał w karecie wielkiego księcia również jego żonę, wielką księżnę Elżbietę oraz ich dwoje adoptowanych dzieci. Kalajew zobowiązał się jednak do powtórzenia zamachu w dwa dni później, o ile wielki książę będzie w powozie sam. Tym razem do zamachu doszło; bomba rozerwała powóz i na miejscu zabiła Sergiusza. Kalajew został aresztowany na miejscu zdarzenia.
W trakcie, gdy Kalajew oczekiwał na proces, wielka księżna Elżbieta Fiodorowna zdecydowała się odwiedzić go, w nadziei na wywołanie w nim wyrzutów sumienia i nawrócenie. Zadeklarowała, że wybaczyła mu zabójstwo jej męża. Kalajew, choć wierzący, pozostał jednak nieugięty, twierdząc, że zabójstwo było aktem sprawiedliwości społecznej. Został skazany na śmierć i stracony przez powieszenie 23 maja 1905.

## Twórczość literacka
Kalajew, także jako członek organizacji terrorystycznej, pisał wiersze, w których powtarzały się motywy religijne i refleksja nad panującą sytuacją społeczną. Wśród towarzyszy z organizacji określany był pseudonimem Poeta. Po jego straceniu eserowcy wydali anonimowo tom jego utworów.
Iwan Kalajew jest jednym z głównych bohaterów sztuki Alberta Camusa Sprawiedliwi.